# Charles H. Percy
Charles Harting Percy, född 27 september 1919 i Pensacola, Florida, död 17 september 2011 i Washington, D.C., var en amerikansk företagsledare och politiker (republikan). Han var chef för företaget Bell & Howell 1949–1964. Han representerade delstaten Illinois i USA:s senat 1967–1985.
Percy utexaminerades 1941 från University of Chicago och deltog i andra världskriget i USA:s flotta. Han gjorde sedan en lång karriär som chef för tillverkaren av filmutrustning Bell & Howell.
Percy besegrade den sittande senatorn Paul Douglas i senatsvalet 1966. Under kampanjens gång mördades Percys dotter Valerie. Den 1 april 1967 gifte sig den mördade dottern Valeries tvillingsyster Sharon med demokraten och medlemmen av Rockefellerklanen Jay Rockefeller. Percy själv var känd som en så kallad Rockefellerrepublikan i och med att han hade liknande moderata politiska positioner som Nelson Rockefeller. Percy omvaldes 1972 och 1978 men besegrades 1984 av utmanaren Paul Simon.